# Shajar al-Durr
Shajar al-Durr (in arabo شجر الدرّ‎?, ossia Foresta di perle), per intero in arabo أم خليل عصمة الدنيا والدين المستعصمية شجر الدرّ‎?, Umm Khalīl ʿaṣma al-dunyā wa al-dīn al-mustaʿṣimiyya Shajar al-Durr, ovvero Madre di Khalīl, protettore del mondo e della religione, la "trionfatrice" Shajar al-Durr; ... – Il Cairo, 28 aprile 1257) è stata una schiava, favorita del sultano ayyubide d'Egitto, al-Ṣāliḥ Ayyūb, che regnò dopo la morte del sultano dal 1250 fino alla morte nel 1257, usando anch'ella il titolo di "sultano".

## Biografia
Turca, Armena o Circassa, era sposata all'ayyubide al-Ṣāliḥ Ayyūb, cuie dette un primo figlio, chiamato Khalīl (da cui la kunya di "Umm Khalīl"). al-Ṣāliḥ Ayyūb ebbe un altro figlio, Tūrānshāh.
Khalīl premorì al padre.

### Morte di al-Ṣāliḥ Ayyūb

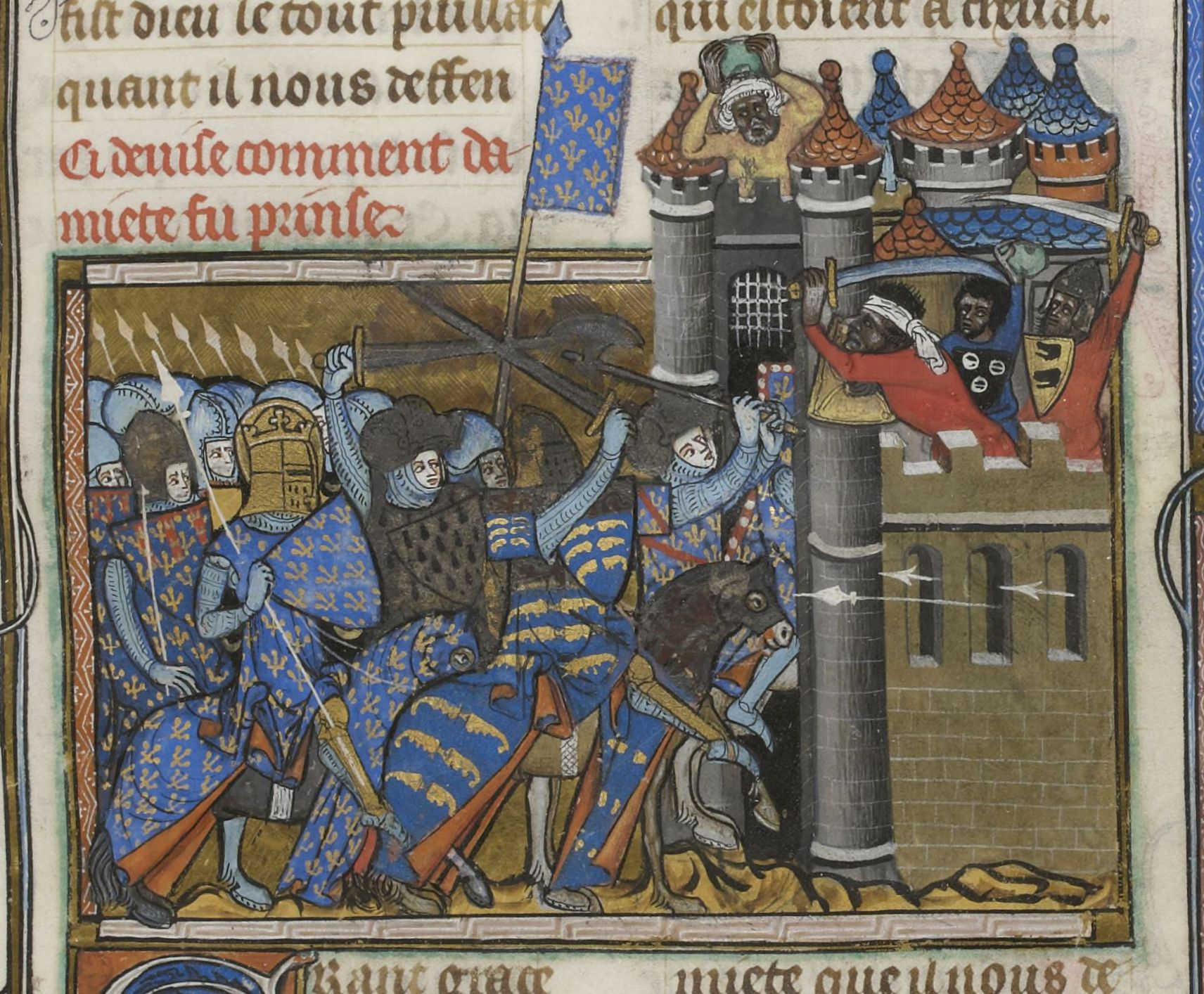
Luigi IX conduce 25.000 crociati davanti a Damietta (Egitto)

Nel 1249, il re di Francia Luigi IX lanciò la settima crociata. I crociati fecero tappa a Cipro.

In quel momento, al-Ṣāliḥ Ayyūb si trovava a Damasco e, durante la sua assenza, Shajar al-Durr svolse il ruolo di reggente e organizzò la difesa dell'Egitto. Appena tornato, al-Ṣāliḥ Ayyūb morì. Per non demoralizzare le truppe, Shajar al-Durr ne nascose la morte, dicendo che lo sposo era semplicemente infermo. Infine ella annunciò il decesso del marito, e che suo figlio al-Muʿaẓẓam Tūrānshāh era l'erede designato..
Partiti da Cipro, i crociati arrivarono a Damietta, nel Delta del Nilo, nel maggio del 1249, con 1.800 navi. La città fu espugnata l'8 giugno. Questa pesante disfatta provocò presso i comandanti turchi mamelucchi sfiducia nei confronti di al-Muʿaẓẓam Tūrānshāh, giudicato inadeguato.

Una proposta ayyubide di scambiare Damietta con Gerusalemme (teorico obiettivo della crociata, che si proponeva di impadronirsi dell'Egitto e della Siria per rafforzare la Terrasanta) fu respinto con sdegno da re Luigi, che mise in mostra un'insipienza politica non dissimile da quella a suo tempo mostrata, in altra Crociata, dal Legato Apostolico Pelagio Galvani.

### La presa di potere
L'esercito crociato si diresse poi verso Il Cairo. Da febbraio ad aprile 1250 i crociati assediarono la cittadella di Mansura. Lo scorbuto e la dissenteria decimarono i guerrieri e obbligarono il re a battere in ritirata. Un sergente fellone diffuse allora la voce che il re si era arreso. La maggior parte dei soldati si arrese e fu fatta prigioniera. Luigi IX fu preso anch'egli prigioniero. Questa vittoria gettò le basi del successo dell'Emiro mamelucco al-Ẓāhir Rukn al-Dīn Baybars al-Bunduqdārī che era alla testa dell'esercito egiziano. Un mese più tardi, nel maggio 1250, il re francese e l'insieme dei prigionieri furono liberati a fronte di un forte riscatto fornito dall'Ordine del tempio, a ciò praticamente costretto.
I mamelucchi, con Baybars alla loro testa, uccisero Tūrānshāh nel corso d'un banchetto che egli aveva organizzato per festeggiare la vittoria. Shajar al-Durr fu elevata al trono dai comandanti mamelucchi turchi.
L'Egitto si trovava, dalla presa di potere di Saladino, sotto la nominale autorità del califfo abbaside di Baghdad. Il califfo al-Mustaʿṣim non accettò che una donna potesse avere il titolo di Sultano. Invia quindi una missiva agli emiri mamelucchi in cui diceva che, se gli emiri non erano capaci di trovare un uomo all'altezza del compito, egli si faceva un dovere di inviarne loro uno. Shajar al-Durr tenne testa per meno di due mesi alla nuova situazione. Il mamelucco al-Muʿizz ʿIzz al-Dīn Aybak fu designato dall'assemblea degli emiri ma ciò non soddisfaceva gli Ayyubidi dei rami cadetti che assistevano a un mamelucco - un loro ex-schiavo - che prendeva il potere. Per amore, per comune interesse o per ambizione, Shajar al-Durr sedusse Aybak e lo sposò. Si dice che essi fossero innamorati vicendevolmente. Il califfo inviò al Sultano d'Egitto un pugnale incrostato di un decoro di gelsomini in segno di buona volontà, pur rifiutando di inviargli la tradizionale veste di lusso d'investitura..
Nei sette anni che seguirono, fu Shajar al-Durr più che Aybak a governare. Ella continuò a firmare i decreti in nome del sultano e si batté moneta a suo nome ed ella osò persino farsi chiamare sultana.

### La fine
Shajar al-Durr era estremamente gelosa. In occasione del previsto matrimonio con Aybak, egli era stato costretto a ripudiare la sua prima sposa. Quando parlò di prendere un'altra moglie, Shajar al-Durr trovò la notizia inaccettabile. Organizzò allora l'assassinio del marito all'uscita dal hammam dopo una partita di polo. Ella cercò di nascondere l'uxoricidio ma alcuni suoi vecchi avversari aprirono allora gli occhi. La prima moglie di Aybak domandò la riparazione del torto subito ma i comandanti mamelucchi erano divisi sul da farsi. Infine, nel corso di un sommovimento, Shajar al-Durr fu colpita a morte a bastonate dagli schiavi dell'harem e il suo cadavere, seminudo, fu gettato nei fossati della Cittadella (aprile 1257). Il figlio di Aybak, al-Manṣūr Nūr al-Dīn ʿAlī, un adolescente di undici anni, salì sul trono con l'emiro Qutuz come reggente, malgrado la sua accentuata rivalità con Baybars.
Il corpo di Shajar al-Durr sarebbe attualmente conservato in un mausoleo a suo nome al Cairo, che ella avrebbe fatto costruire a suo nome quando era ancora viva.